# Sông Saint Marys
Sông Saint Marys (St. Marys) (Tiếng Pháp: rivière Sainte-Marie), đôi khi được viết là St. Mary's, bắt nguồn từ vịnh Whitefish ở hồ Thượng và chảy 120 km về hướng Đông Nam và đổ vào hồ Huron khiến độ cao của dòng sông giảm 7 m.[1] Nguyên chiều dài con sông là một biên giới tự nhiên giữa Canada và Hoa Kỳ, chia cắt bang Michigan của Hoa Kỳ và tỉnh Ontario của Canada.
Hai thành phố "sinh đôi": Sault Ste. Marie ở Hoa Kỳ và Sault Ste. Marie ở Canada được kết nối bởi cầu quốc tế Sault Ste. Marie. Ghềnh sông St. Marys nằm ngay trước lối thoát của St. Marys ra khỏi hồ Thượng, cho phép các tàu, thuyền chở hàng có thể đi qua thông qua âu thuyền Soo và kênh St. Marys.
Hai phụ lưu của sông nằm trong tỉnh Ontario là sông Bar và Garden. Các phụ lưu khác ở Canada là suối Fort, sông Root, sông Little Carp, sông Big Carp, sông Desbarats, sông Lower Echo và sông Two Trees. Các phụ lưu nằm trong Hoa Kỳ là sông Waiska, sông Charlotte, sông Munuscong, sông Little Munuscong và sông Gogomain.